# X Andromedae
X Andromedae är en pulserande variabel av Mira Ceti-typ i stjärnbilden Andromeda. Stjärnan varierar mellan visuell magnitud +8,5 och 15,2 med en period av 343,4 dygn.